# Жизнь и творчество
«Жизнь и творчество» (1920—1922) — литературно—художественный журнал, орган Тверского губкома РКСМ, вышло 17 номеров, печ. в Торжокской тип., — до 3000 экз. «…Творчество» представляет собой попытку соединить идеологическую работу с литературно—художественной деятельностью, журнал печатал поэзию и прозу молодых авторов, организовывал диспуты и обсуждения литературных произведений.